# Bugatti EB110
Bugatti EB110 — среднемоторный полноприводный спортивный автомобиль компании Bugatti SpA, названный в честь 110-летия основателя марки Этторе Бугатти. Впервые представлен широкой публике 15 сентября 1991 года одновременно на площади перед Версалем и у Большой арки Дефанс в Париже, в день 110-летия Этторе Бугатти.
На момент выхода по совокупности использованных ноу-хау это был исключительный суперкар современности, в техническом плане значительно превосходивший всё предлагаемое Ferrari, Lamborghini или Porsche.

## Конструкция и особенности
Автомобиль оборудован 12-цилиндровым V-образным двигателем с углом развала 60°, системой DOHC. Конструктор Паоло Станцани применил такие уникальные решения, как пять клапанов на цилиндр и четыре турбокомпрессора. Полноприводная трансмиссия приводилась в движение посредством 6-ступенчатой механической КПП. По умолчанию 73 % тяги реализовывалось через задние колёса. При рабочем объёме 3499 см³ выходная мощность двигателя составила 553 л. с. при 8000 об./мин. Разгон с места до 100 км/ч в стандартном варианте GT длится 3,46 секунды и завершается на максимальной отметке 342 км/ч.
Шасси, революционное по конструкции, полностью выполнено из углепластика. Разработано при участии специалистов ныне не существующего аэрокосмического концерна Aérospatiale, производилось силами данного предприятия. Подвеска всех колёс на двойных поперечных рычагах с коническими пружинами и амортизаторами.
Кузов — алюминиевые панели на углепластиковой пространственной раме. Первые пять опытных образцов имели алюминиевую раму. Механизм открытия дверей типа «гильотина» — визитная карточка конструктора Марчелло Гандини. Двигатель выставлен на всеобщее обозрение через значительную остеклённую поверхность крышки капота. В задней части кузова — большое антикрыло, автоматически выдвигающееся при движении на большой скорости, либо в любой момент при нажатии соответствующей кнопки из салона. В неактивном положении замаскированное под обтекаемую панель кузова.
Водительское место объединёно в подобие авиационного кокпита — «обволакивает» водителя, обеспечивая тем самым интуитивный доступ к органам управления.
Специально для этой модели компания Elf Aquitaine разработала механическую смазку с повышенными смазочными свойствами и способностью к полному биоразложению. Michelin сконструировала особые высокоскоростные шины, обеспечивающие максимальное сцепление при длительных экстремальных нагрузках. К разработке компактной и передовой мультимедиасистемы привлекли Nakamichi.
К каждому автомобилю прилагалось обязательство трёхлетней полной технической поддержки: кроме гарантийных обязательств на все узлы, включая расходные материалы и даже шины, что означало систематическое обновление узлов и систем автомобиля на усовершенствованные.
В 1992 году была построена модель Bugatti EB110 SS (SS означает SuperSport) — облегчённая версия суперкара с двигателем увеличенной отдачи: мощность — 611 л. с. при 8000 об./мин., вращающий момент — 647 Нм при 4200 об./мин. Для разгона с места до 100 км/ч ему требовалось 3,3 секунды. Максимальная скорость — 355 км/ч. Всего был продан 31 экземпляр модели SS по цене $380 тысяч каждый. Один из них — ярко-жёлтого цвета — в 1994 году был приобретён Михаэлем Шумахером, что стало рекламной поддержкой проекта.. В 1996 году EB110 SS принял участие в североамериканской гонке на выносливость 24 часа Дайтоны. Один из трёх пилотировавших его гонщиков — Дерек Хилл, сын легендарного Фила Хилла, чемпиона Формулы-1 и 24 часа Ле-Мана.
В 1995 году для компании Bugatti SpA наступили тяжёлые времена. Романо Артиолли решил дополнить модельный ряд роскошным 4-дверным седаном EB112.   Дополнительно, Артиолли приобрёл компанию Lotus, известную превосходными инженерами, однако разработка EB112 и эта покупка повергла компанию в долги. Проект оказался авантюрой, в итоге Bugatti SpA обанкротилась. Все права на производство, техническую документацию, а также оставшиеся наполовину готовые EB110 и детали к ним выкупила инженерная фирма Dauer Racing GmbH из Нюрнберга. Оставшиеся шасси впоследствии использовала компания B Engnneering, составленная преимущественно из инженеров Bugatti SpA, при разработке экстравагантного суперкара Edonis.
Всего за неполных четыре года производства было изготовлено 126 экземпляров EB110 и 12 экземпляров Dauer EB110. В 2000-х гг. дальнейшую разработку моделей Bugatti продолжил новый владелец марки — концерн Volkswagen. Их Veyron в значительной степени стилистический и идеологический последователь EB110.